# Ami'ad
Ami'ad (hebrejsky עַמִּיעַד‎, anglicky Ami'ad, v oficiálním seznamu sídel Ammi'ad) je vesnice typu kibuc v Izraeli, v Severním distriktu, v Oblastní radě ha-Galil ha-Eljon (Horní Galilea).

## Geografie
Leží v nadmořské výšce 239 metrů na východním úbočí svahů hor Horní Galileji, nedaleko horního toku řeky Jordán a cca 5 kilometrů severozápadně od břehů Galilejského jezera.
Vesnice se nachází cca 15 kilometrů severně od Tiberiasu, cca 120 kilometrů severovýchodně od centra Tel Avivu a cca 53 kilometrů severovýchodně od centra Haify. Je situována v zemědělsky intenzivně využívaném pásu. Ami'ad obývají Židé, přičemž osídlení v tomto regionu je takřka zcela židovské. Výjimkou je město Tuba-Zangarija cca 6 kilometrů severovýchodním směrem, které obývají izraelští Arabové, respektive potomci Beduínů.
Ami'ad je na dopravní síť napojen pomocí dálnice číslo 90, která spojuje Metulu a Tiberias.

## Dějiny
Ami'ad byl založen v roce 1946. Zakladateli byla skupina členů elitních židovských jednotek Palmach, kteří zde měli ustavit opěrný bod chránící hlavní silnici spojující osady podél horního toku Jordánu před arabskými útoky. Usadili se zde 17. ledna 1946. Slavnosti se účastnily významné postavy sionistické politiky v tehdejším britském mandátu Palestina jako například Moše Šaret. Součástí slavnosti bylo i vysazení 25 stromů. Osada původně stála cca 2 kilometry jižním směrem od nynější vesnice, v lokalitě nazývané Džub Josef ( ג’וּבּ-יוּסֶף). Tak zněl i původní název nové židovské osady. Teprve později se osadníci přesunuli o něco severněji, do stávající lokality, a přejmenovali kibuc na ha-Chošlim (החושלים). Nakonec ale Židovská agentura rozhodla oficiálně vesnici nazvat Ami'ad.
Během války za nezávislost v roce 1948 padlo 7 členů kibucu. Osada byla v té době izolovanou výspou, vystavenou ostřelování z okolních hor.
První obyvatelé vesnice sestávali z rodilých Izraelců a z židovských přistěhovalců z Evropy. Členové Palmachu měli původně jen připravit místo pro budoucí usazení demobilizovaných židovských vojáků z Židovské brigády, ale nakonec se rozhodli zde sami trvale usídlit. V roce 1948 dorazila další skupina přistěhovalců z Nizozemska, pak ještě členové organizace ha-Bonim Dror z Anglie. Teprve roku 1950 byla nová vesnice napojena na primitivní vodovodní systém. V roce 1949 měl kibuc 37 obyvatel a rozkládal se na ploše 2000 dunamů (2 kilometry čtvereční).
Kibuc od počátku 21. století funguje na méně kolektivním principu hospodaření a prošel privatizací. Ekonomika obce je založena zčásti na zemědělství (pěstování avokáda, liči, manga, banánů, oliv a citrusů, chov dobytka). V Ami'ad působí průmyslová firma Amiad Filtration Systems, založená roku 1962 a produkující technologie na čištění vody. Kromě toho se zde rozvíjí turistický ruch. V obci působí vinařství.
V Ami'ad fungují zařízení předškolní péče. Základní a vyšší školství jsou k dispozici v okolních větších obcích. V kibucu je zdravotní středisko, obchod, sportovní areály, veřejná knihovna, poštovní úřad a společenská jídelna.

## Demografie
Obyvatelstvo Amiad je většinově sekulární. Podle údajů z roku 2014 tvořili naprostou většinu obyvatel Ami'ad Židé (včetně statistické kategorie "ostatní", která zahrnuje nearabské obyvatele židovského původu ale bez formální příslušnosti k židovskému náboženství).
Jde o menší sídlo vesnického typu s dlouhodobě stagnující populací. K 31. prosinci 2014 zde žilo 420 lidí. Během roku 2014 klesla populace o 0,5 %.
| Rok            | 1948 | 1949 | 1961 | 1972 | 1983 | 1995 | 2001 | 2003 | 2004 | 2005 | 2006 | 2007 | 2008 | 2009 | 2010 | 2011 | 2012 | 2013 | 2014 |
| -------------- | ---- | ---- | ---- | ---- | ---- | ---- | ---- | ---- | ---- | ---- | ---- | ---- | ---- | ---- | ---- | ---- | ---- | ---- | ---- |
| Počet obyvatel | 96   | 37   | 201  | 254  | 352  | 459  | 435  | 438  | 426  | 424  | 413  | 418  | 415  | 427  | 429  | 429  | 423  | 422  | 420  |